# Bundi (distrikt)
Bundi (hindi: बूँदी जिला) er et distrikt i den indiske delstat Rajasthan. Distriktets hovedstad er Bundi.

## Demografi
Ved folketællingen i 2011 var der 1,113,725 indbyggere i distriktet, mod 962,620 i 2001. Den urbane befolkningen udgør 19,94 % af befolkningen.
Børn i alderen 0 til 6 år udgjorde 14,19 % i 2011 mod 18,16 % i 2001. Antallet af piger i den alder per tusinde drenge er 886 i 2011 mod 912 i 2001.